# Mirsad Türkcan
Mirsad Türkcan (en serbio: Мирсад Туркџан, Mirsad Turkdžan) (Novi Pazar, República Socialista de Serbia, Yugoslavia, 7 de junio de 1976) es un exjugador turco de baloncesto. Se retiró en 2012 cuando militaba en el Fenerbahçe Ülker de la liga turca. Con 2.06 metros de estatura jugaba en la posición de ala-pívot.

## Biografía
Mirsad, de padres bosnios, nació con el nombre de Mirsad Jahović en Novi Pazar, Yugoslavia, pero se cambió el apellido a Türkcan cuando se marchó a jugar a Turquía. Al mismo tiempo, obtuvo la nacionalidad turca para así ser seleccionable con la Selección de baloncesto de Turquía.

## Trayectoria deportiva
Türkcan comenzó su carrera con 18 años jugando en el Efes Pilsen, donde promedió 10.3 puntos y 6.2 rebotes en las cinco temporadas que estuvo allí . Logró dos ligas turcas, dos copas, una Copa Korac y una President's Cup. Su mejor temporada en el Efes fue la 1997-98, cuando promedió 15.2 puntos, 9.2 rebotes.
Después de aquella gran temporada probó fortuna en el Draft de la NBA, siendo seleccionado en el puesto 18 del Draft de 1998 por Houston Rockets. Sin embargo, Türkcan regresó al Efes Pilsen, donde promedió 11.5 puntos y 5.7 rebotes. Mientras tanto, en la NBA, sus derechos eran traspasados, primero a Philadelphia 76ers y después a New York Knicks, a cambio de una primera ronda condicionada, en ambas ocasiones. 
Un año más tarde, en la temporada 1999-00, decidió dar el salto a la NBA de la mano de los Knicks, con quienes no llegó a acabar la temporada. Türkcan fue cortado después de haber disputado solamente 7 partidos, pero en su haber quedó el haberse convertido en el primer turco en llegar a la NBA. Una semana después de ser cortado debido a una lesión, Milwaukee Bucks le dieron otra oportunidad, pero volvió a contar con un protagonismo mínimo. En 10 partidos firmó promedios de 2.9 puntos y 2.3 rebotes, además de disputar dos encuentros de playoffs.
Después de su aventura en la NBA, jugó en el Paris Basket Racing durante la 2000-01. Al final de la campaña, en verano, vivió el éxito más rotundo de su carrera, la medalla de plata con la selección turca en el Eurobasket 2001 disputado en Turquía.
Tras el europeo, fichó por el CSKA Moscú, donde jugó durante dos etapas, en la 2001-02, y en la 2003-04.Consiguió estar en el Mejor Quinteto de la Euroliga en la temporada 2003-2004 y en el segundo mejor en 2002-2003. Entremedias, militó en el Montepaschi Siena de Italia. En la 2004-2005 se marchó al rival, al MBC Dinamo Moscú. Pasó una temporada y regresó a su país, para jugar en el Ülkerspor, con quien ganó la liga. En verano de 2006, firmó por el Fenerbahçe Ülker, club actual donde milita. En 2007 y 2008 logró sendos títulos de liga.
Es el primer turco que llegó a la cifra de 1.000 rebotes en la Euroliga y el cuarto máximo reboteador de la historia de la Euroliga.

## Estadísticas de su carrera en la NBA

#### Temporada regular
| Año     | Equipo    | PJ | PT | MPP | %TC  | %3P  | %TL  | RPP | APP | ROB | TPP | PPP |
| ------- | --------- | -- | -- | --- | ---- | ---- | ---- | --- | --- | --- | --- | --- |
| 1999–00 | New York  | 7  | 0  | 3.6 | .200 | .000 | .000 | 1.4 | .1  | .3  | .0  | .6  |
| 1999–00 | Milwaukee | 10 | 0  | 6.5 | .429 | .000 | .625 | 2.3 | .4  | .1  | .1  | 2.9 |
| Total   |           | 17 | 0  | 5.3 | .368 | .000 | .625 | 1.9 | .3  | .2  | .1  | 1.9 |

#### Playoffs
| Año     | Equipo    | PJ | PT | MPP | %TC  | %3P  | %TL   | RPP | APP | ROB | TPP | PPP |
| ------- | --------- | -- | -- | --- | ---- | ---- | ----- | --- | --- | --- | --- | --- |
| 1999–00 | Milwaukee | 2  | 0  | 5.0 | .200 | .000 | 1.000 | 1.0 | .0  | .0  | .0  | 2.0 |
| Total   |           | 2  | 0  | 5.0 | .200 | .000 | 1.000 | 1.0 | .0  | .0  | .0  | 2.0 |

## Vida personal
El 18 de diciembre de 2005 se casó con su novia de 18 años, Dina Džanković, Miss Serbia y Montenegro.
Su hermana, Emina Jahović (conocida como Emina Türkcan en Turquía) es una famosa cantante de pop en Serbia y otros lugares de la antigua Yugoslavia), y esposa de un famoso cantante turco, Mustafa Sandal.